# Víckov (hrad)
Hrad Víckov se nacházel východně od vesnice Víckov v okrese Brno-venkov. Jeho zbytky jsou chráněny jako kulturní památka České republiky.
Hrad byl postaven zřejmě v první třetině 14. století na panství hradu Bukova, který někdy v té době zanikl. Poprvé se po Víckovu píše v roce 1340 Bernard, v roce 1365 jej od Bernardova příbuzného Bohuslava koupil markrabě Jan Jindřich. V markraběcích rukách zůstal Víckov v následujících desetiletích, v první třetině 15. století jej dočasně získali v léno Pernštejnové. Archeologický průzkum datuje možné opuštění hradu již do první čtvrtiny 15. století. K roku 1454 je již výslovně zmiňován pustý hrad, který král Ladislav Pohrobek daroval Janovi z Pernštejna.
Od náhorní planiny na západě a jihozápadě byl Víckov oddělen obloukovým, poměrně mělkým příkopem, z ostatních stran byl chráněn strmým údolím Bobrůvky. Hrad měl dvojdílnou dispozici nepravidelného šestiúhelníkového tvaru, která byla obepnuta hradební zdí, ze které v severozápadním rohu vystupovala branská věž. Dispozice byla rozdělena příčnou hradbou, v části za bránou je zřetelná pouze jedna deprese zřejmě po dřevěné budově přistavěné k dělicí zdi. V ní se nacházela branka, kterou se vstupovalo do zadní části hradu. U jihozápadní hradby se nacházejí prohlubně a zbytky zdiva po dlouhé kamenné budově, v severním koutu obvodové a dělicí hradby stojí ruiny asi tříprostorového, možná věžovitého paláce.
Národní památkový ústav řadí chátrající zbytky hradu mezi nejohroženější nemovité památky.